# Dęblin
Dęblin là một thị trấn thuộc huyện Rycki, tỉnh Lubelskie ở đông-nam Ba Lan. Thị trấn có diện tích 38 km². Đến ngày 1 tháng 1 năm 2011, dân số của thị trấn là 17549 người và mật độ 458 người/km².